# Dicladocera dalessandroi
Dicladocera dalessandroi är en tvåvingeart som beskrevs av Wilkerson 1979. Dicladocera dalessandroi ingår i släktet Dicladocera och familjen bromsar.
Artens utbredningsområde är Colombia. Inga underarter finns listade i Catalogue of Life.